# Master and Man
Master and Man est un film muet américain réalisé par J. Searle Dawley et sorti en 1913.

## Fiche technique
- Titre : Master and Man
- Réalisation : J. Searle Dawley
- Pays d'origine :  États-Unis
- Genre : Film dramatique
- Dates de sortie :
  -  États-Unis : 5 avril 1913

## Distribution
- Sydney Ayres : John
- Charles Sutton (en) : l'ex-convict
- Jessie McAllister : la femme de John
- Betty Harte
- Gordon Sackville : le détective